# Võ Xuân Lành
Võ Xuân Lành (1931-1982), nguyên là một tướng lĩnh Không Quân của Quân lực Việt Nam Cộng hòa, cấp bậc Thiếu tướng. Ông xuất thân từ khóa đầu tiên của trường Sĩ quan Trừ bị được mở ra ở Nam phần dưới thời Quốc gia Việt Nam với mục đích đào tạo các thí sinh trên toàn miền Nam Việt Nam trở thành sĩ quan phục vụ cho Quân đội Liên hiệp Pháp. Ra trường, ông trúng tuyển vào Không quân và đã phục vụ ở Quân chủng này cho cuối tháng 4 năm 1975

## Tiểu sử & Binh nghiệp
Ông sinh vào tháng 3 năm 1931, trong một gia đình điền chủ khá giả tại Trà Vinh, Vĩnh Bình, miền tây Nam phần Việt Nam. Năm 1950, ông tốt nghiệp Trung học chương trình Pháp tại Cần Thơ với văn bằng Tú tài bán phần (Part I).

### Quân đội Liên hiệp Pháp
Tháng 9 năm 1951, thi hành lệnh động viên, ông nhập ngũ vào Quân đội Liên hiệp Pháp, mang số quân: 51/600.190. Theo học khóa 1 Lê Văn Duyệt tại trường Sĩ quan Trừ bị Thủ Đức, khai giảng ngày 1 tháng 10 năm 1951. Ngày 1 tháng 6 năm 1952, mãn khóa tốt nghiệp với cấp bậc Thiếu úy. Sau đó, ông được điều động về một Tiểu đoàn Bộ binh Việt Nam.

### Quân đội Quốc gia Việt Nam
Cuối năm 1952, sau khi chuyển sang Quân đội Quốc gia, ông trúng tuyển và gia nhập Quân chủng Không quân, được theo học khóa 2 Hoa Tiêu Quan sát  tại Trung tâm Huấn luyện Không Quân Nha Trang, khai giảng vào tháng 12 năm 1952, mãn khóa sau 8 tháng thụ huấn. Ra trường, ông được phân bổ đi phục vụ tại Phi đoàn 2 Quan sát đồn trú tại Nha Trang.
Đầu năm 1954, ông được thăng cấp Trung úy và chuyển đi phục vụ tại Phi đoàn 1 Quan sát, đồn trú tại Đà Nẵng.

### Quân đội Việt Nam Cộng hòa
Cuối tháng 10 năm 1955, ông chuyển biên chế từ Quân đội Quốc gia sang phục vụ Quân đội Việt Nam Cộng hòa. Đến đầu năm 1960, ông được thăng cấp Đại úy tại nhiệm. Đầu tháng 1 năm 1964, ông được thăng cấp Thiếu tá và được cử làm Chỉ huy trưởng Phi đoàn Phượng hoàng 514 tại Biên Hòa thay thế Đại úy Nguyễn Quang Tri. Tháng 6 cùng năm, ông được bổ nhiệm làm Không đoàn trưởng Không đoàn 23 tân lập tại Biên Hòa.
Ngày Quốc khánh Đệ Nhị Cộng hòa 1 tháng 11 năm 1965, ông được thăng cấp Trung tá chuyển ra Quân khu 2 giữ chức vụ Chỉ huy trưởng Trung tâm Huấn luyện Không quân Nha Trang. Tháng 6 năm 1966, ông được chuyển về Quân khu 3 nhận chức vụ Chỉ huy trưởng căn cứ 2 Trợ lực Không quân Biên Hòa kiêm Chỉ huy trưởng Phi đoàn Khu trục.
Ngày Quốc khánh 1 tháng 11 năm 1967, ông được thăng cấp Đại tá tại nhiệm và được chỉ định làm Phó Tư lệnh Quân chủng Không quân thay thế Chuẩn tướng Trần Văn Minh được bổ nhiệm chức vụ Tư lệnh Quân chủng Không quân. Đến giữa năm 1969, ông được thăng cấp Chuẩn tướng tại nhiệm. Đầu năm 1970, ông chủ tọa lễ khánh thành trường Chỉ huy và Tham mưu Trung cấp của Quân chủng Không quân do Đại tá Trần Phước làm Giám đốc. Đến đầu tháng 5 năm 1973, ông chủ tọa lễ mừng kỷ niệm 3 năm ngày thành lập Sư đoàn 3 Không quân tại căn cứ Không quân Biên Hòa. Ngày 1 tháng 4 năm 1974, ông được thăng cấp Thiếu tướng tại nhiệm.

## 1975
Ngày 30 tháng 4, ông di tản ra khỏi Việt Nam. Sau đó sang định cư tại Moutain Views, Tiểu bang California, Hoa Kỳ.
Ngày 29 tháng 10 năm 1982, ông từ trần tại nơi định cư. Hưởng dương 51 tuổi.